# 山尾伸一
山尾 伸一（やまお しんいち、1968年8月6日 - ）は、宮崎県都城市出身の元プロ野球選手（外野手）。
現在は、個人でトレーナー業を営む。

## 来歴・人物
都城西高から、1986年のプロ野球ドラフト会議で西武ライオンズから6位指名を受け入団。
一軍出場のないまま、1990年限りで現役を引退。
引退後はトレーナーに転身。清原和博、石毛宏典、小久保裕紀、斉藤和巳らのトレーナーを歴任したのち、2005年秋より寺原隼人と個人契約しスランプに陥っていた寺原の筋力を強化させ復活への目途をつけた。2007年シーズンより。再び小久保の個人トレーナーとして再契約した。

## 詳細情報

### 年度別打撃成績
- 一軍公式戦出場なし

### 背番号
- 69 （1987年 - 1990年）